# Instinct: Decay
Instinct: Decay – trzeci album studyjny amerykańskiej grupy muzycznej Nachtmystium. Wydawnictwo ukazało się 30 maja 2006 roku nakładem wytwórni muzycznych Battle Kommand Records i Southern Lord Records.
Płyta przyniosła grupie zainteresowanie mediów. Publikacje na temat Nachtmysticum ukazały się m.in. w magazynach Metal Maniacs, Unrestrained oraz Decibel Magazine w którego plebiscycie na płytę roku album Instinct: Decay zajął 4. miejsce. Ponadto płyta została nominowana do Plug Independent Music Awards w kategorii "Metal Album of the Year".

## Lista utworów
Opracowano na podstawie materiału źródłowego.
1. "Instinct" (sł. Lord Imperial, Azentrius, muz. Azentrius) - 1:32
2. "A Seed for Suffering" (sł. Lord Imperial, Azentrius, muz. Azentrius) - 7:09
3. "Keep Them Open" (sł. Lord Imperial, Azentrius, muz. Azentrius) - 2:56
4. "Chosen by No One" (sł. Lord Imperial, Azentrius, muz. Azentrius) - 7:01
5. "Circumvention" (sł. Lord Imperial, Azentrius, muz. Azentrius) - 4:13
6. "Eternal Ground" (sł. Lord Imperial, Azentrius, muz. Azentrius) - 3:26
7. "The Antichrist Messiah" (sł. Lord Imperial, Azentrius, muz. Azentrius) - 2:30
8. "Here's to Hoping" (sł. Lord Imperial, Azentrius, muz. Azentrius) - 4:03
9. "Abstract Nihilism" (sł. Lord Imperial, Azentrius, muz. Azentrius) - 3:39
10. "Decay" (sł. Lord Imperial, Azentrius, muz. Azentrius) - 6:26

## Twórcy
Opracowano na podstawie materiału źródłowego.
| - Azentrius - produkcja, gitara rytmiczna, gitara prowadząca, wokal prowadzący - Chris Black - produkcja, realizacja, inżynieria, miksowanie, gitara prowadząca - Scott Hull - mastering - Sinic - gitara rytmiczna | - Lord Imperial - gitara basowa - Wargoat Obscurum - perkusja - Marcus Launsberry - gitara rytmiczna - Rebecca Clegg - zdjęcia, oprawa graficzna |

## Wydania
| Rok  | Nr katalogowy    | Format              | Wytwórnia                                      | Region                   | Źródło |
| ---- | ---------------- | ------------------- | ---------------------------------------------- | ------------------------ | ------ |
| 2006 | bkr009, sunn56.5 | CD, Album           | Battle Kommand Records, Southern Lord          | Stany Zjednoczone        | [ 1 ]  |
| 2006 | PFL 017          | LP, Album, Ltd      | Profound Lore Records                          | Kanada                   | [ 1 ]  |
| 2006 | PFL 017          | LP, Ltd, Bla        | Profound Lore Records                          | Kanada                   | [ 1 ]  |
| 2006 | PFL 017          | LP, Ltd, Cle        | Profound Lore Records                          | Kanada                   | [ 1 ]  |
| 2006 | PFL 017          | LP, Ltd, Gre        | Profound Lore Records                          | Kanada                   | [ 1 ]  |
| 2007 | AKR011, PFL012   | LP, Pic, Album, Ltd | Autopsy Kitchen Records, Profound Lore Records | Stany Zjednoczone Kanada | [ 1 ]  |
| 2009 | CDL459CD         | CD, Album, RE       | Candlelight Records                            | Stany Zjednoczone        | [ 1 ]  |